# Lilium
Ljiljan ili perunika je rod jednosupnica iz porodice Liliaceae koji potiče iz Azije, Evrope, Severne Amerike. Postoji oko 90 vrsta. Podzemna stabiljka je crepasta lukovica iz koje izlazi izbojak s pojedinačnim cvetovima u grozdastom cvatu. Naraste u visinu 50–190 cm. Boje ljiljana su: bela, žuta, ružičasta, narandžasta, crvena, a na Balkanu još smeđa, ljubičasta i crna. Plod je tobolac sa oko 500 semenki.

## Cvetovi i listovi
Cvetovi su krupni, levkasti ili zvonoliki. Listići cveća su srasli ili delomično slobodni, više ili manje savijeni unazad. Listovi su linearni, lancetasti, ovalni na stabljikama ili sedeći. Na gornjem delu stabljike nema listova.
- Po obliku cveta ljiljani se dile na dve grupe:

1. grupa
- trubasti cvetovi levkastog oblika zašiljenih ili zaobljenih latica.
- grupa martagon - cvetovi su viseći s unazad savijenim cvetnim laticama. Ima 6 prašnika na dugačkim drškama izvan cveta. Cvetovi su u grozdu od 2-12 cvetova.

2. grupauključuje ostale karakteristike u 7 odela:
- Azijske vrste i hibridi
- i hibridi
- Marijin ljiljan (lat. Lilium candidum)
- Američke vrste i hibridi
- Dugocvetni ljljan (lat. Lilium longiflorum)
- Trubasti ljiljan i hibridi
- Orentalne vrste i hibridi

## Vrste ljiljana
Najviše raznih samoniklih ljiljana raste u jugoistočnoj Aziji i srednjoj Americi, a u Evropi je raznovrsnim divljim ljiljanima najbogatiji Balkan.

### Domaći endemski ljiljani
Balkan je u Evropi najbogatiji raznovrsnim samoniklim ljiljanima sa 12 divljih oblika, pa tu raste 7 posebnih vrsta, od kojih su njih 4 endemski ograničeni na Dinarski krš. Oni se kao egzoti dosta uzgajaju u zapadnim vrtovima. Domaće vrste su endemski superiorne u pogledu visine rasta i jakih bojama (zlatnožuta, vatrena, ljubičasta, crna itd). Za uzgoj domaćih kraških ljiljana potrebno je suvo krečnjačko tlo i mnogo sunca (inače ne cvetaju). 
- Žuti ljiljan (Lilium jankae) se ističe svetlim pegavim krem-žućkastim cvetovima i velikom lukovicom, a raste od Žumberka preko Bosne do Srbije.
- Bosanski ljiljan (L. bosniacum) je sitnog rasta s izrazitim zlatnožutim cvetovima i raste na planinskim livadama Bosne i Like.
- Albanski ljiljan (L. albanicum) ima samo po jedan vatreno-narančasti cvet i raste na planinskim livadama od Crne Gore do Makedonije.
- Dalmatinski crni ljiljan (L. dalmaticum ili L. cattaniae): To je najveći evropski ljiljan visok do 190 cm i ujedno najmračniji od svih ljiljana u svetu, jer su mu cvetovi crnosmedji do crnoljubičasti i debeli mesnato-dlakavi, a lukovica bela. Raste iz krečnjačkih stena na Orjenu, Biokovu, Mosoru, Svilaji i južnom Velebitu. U vrtnoj kulturi se umesto njega češće sadi slični prelazni hibrid, plavi ljiljan (Lilium X sanguineo-purpureum = L. martagon X dalmaticum) jer taj u uzgoju bolje podnosi vlažne senenčene prostore bez krečnjačkog tla, ali je nižeg rasta tek do 1 m, cvetovi su pegavi i svetliji lila-ljubičasti do sivosmeđi (nisu dlakavi), a lukovica žutokrem boje.

### Azijske vrste i hibridi
To su snažne biljke krupnih cvetova i intenzivnih boja. Cvetovi su uspravni, u svim tonovima. Uspevaju u svim tlima.

### Turban ljiljan (lat.)
Naraste u visinu do 150 cm. Cvetovi su ružičaste boje, dolaze u grozdovima 30-40 komada. Latice su uvijene unazad, oblik turbana. Listovi su krupni. Cvetaju u junu i julu, a miris im je težak i neugodan.

### Marijin ljiljan (lat.)
Naraste u visinu 100–150 cm, a potiče sa Sredozemlja. Cvet je krupan, levkast, bele boje, na stabljici se drži vodoravno, do 30 cvetova. U pazuhu listova nalazi se vazdušna lukovica, a listovi su linearni. Cvetaju u junu i julu.

### Dugocvetni ljiljan (lat.)
Naraste do 90 cm. Cvet je dug 13–18 cm, bele boje, na jednoj stabljici nalazi se nekoliko cvetova turbastog oblika. Neotporan je na hladnoću. Cvata u decembru, a koristi se ga samo za rez.

### Američke vrste i hibridi
Naraste od 150–180 cm. Ima 25 cvetova u žutoj, narandžastoj i crvenoj boji sa smeđim ili crnim tačkicama.

### Trubasti ljiljan i hibridi
Zove se još i kraljevski ljiljan (lat. Lilium regale). Cvetovi su krupni, snažni i ugodnog mirisa, u cvatu ima do 30 cvetova. Visina doseže 100 cm, boje hibrida su srebrnobela, žuta, zlatnožuta, ružičasta, iznutra bela, a spolja grimizno nijansirana.

### Orijentalne vrste i hibridi
To su svi hibridi nastali ukrštanjem vrsta koje potiču iz Japana: zlatni ljiljan, japanski ljiljan i niski ljiljan.

### Spisak vrsta
Vrste roda Lilium koje su trenutno priznate, sa približnim prirodnim opsegom, su:
- - Turska, endemski
- - Albanija, Grčka, zapadni Balkan
- - Laoning, Koreja
- - Junan
- - Anjuej
- - Mjanmar, Vijetnam
- - Turska, Južni Kavkaz
- - Japan
- - Mjanmar, J. Kina, Nepal
- - Kalifornija, Oregon
- - Dinarske planine
- - Tibet
- - Kina, Vijetnam, Mjanmar
- - Evropa
- - Kina, Japan, Koreja, Ruski daleki Istok
- - istočne SAD, istočna Kanada
- - Grčka, Balkan, Srednji Istok
- - Alpi (Italija, Švajcarska, Slovenija)
- - jugoistočne SAD
- - Kina, Koreja, Primorska Pokrajina
- - Albanija, Grčka
- - Turska
- - Britanska Kolumbija, zapadne SAD
- - Kina, Koreja, Japan, Rusija, Mongolija
- - Kina, Himalaji
- - Ruski daleki Istok
- - Kina, Koreja, Ruski daleki Istok
- - Kina, Arunačal Pradeš
- - Vijetnam endemski
- - Kina
- - Ljaoning
- - Tajvan
- - Središnje Apalačke planine (SAD)
- - Junan
- - Istočna Azija
- - Sičuan, Junan
- - Kina
- - Sičuan
- - Kalifornija, Donja Kalifornija
- - Florida, Alabama
- - Italija, Balkan
- - Japan
- - Kalifornija endemski
- - Kalifornija, Oregon
- - Turska, Kavkaz
- - Kina, Japan, Koreja, Ruski daleki Istok
- - Tibet, Junan
- - Iran, Kavkaz
- - Kina, Japan, Koreja, Ruski daleki Istok
- - Kina
- - Sičuan, Junan
- - Japan, Tajvan, Filipini
- - Tibet, Junan, Sičuan
- - Manipur
- - Japan endemski
- - Kalifornija endemski
- - Evroazija od Španije do Mongolije
- - Sičuan
- - Džeđang, Japan, Jeju ostrvo, Ruski daleki Istok
- - Tibet endemski
- - Jugoistočni SAD
- - Centralni SAD, Ontario
- - Krim, Kavkaz
- - Himalaji
- - Himalaji
- - Kalifornija, Oregon
- - Kina
- - Tibet endemski
- - Kalifornija, Oregon, Donja Kalifornija
- - Kalifornija, Arizona, Donja Kalifornija, Sonora
- - Kalifornija, Oregon, Nevada
- - Kina, Koreja, Japan, Rusija, Mongolia
- - SAD, Canada
- - Tajvan, Filipini
- - Junan endemski
- - Laos, Vijetnam
- - Afghanistan, Pakistan, Indija
- - Francuski Alpi + Italija
- - Turska, Kavkaz
- - Mjanmar, Tajland, Južna Kina, Asam
- - Junan
- - Kina, Koreja, Rusija, Mongolija
- - Junan, Sičuan
- - Pirineji
- - Virginija, Severna + Južna Karolina (SAD)
- - Sičuan
- - Grčka, Bugarska
- - Junan
- - Kina
- - Honšu
- - Kalifornija, Oregon
- - Tibet, Junan
- - Sičuan, Junan
- - Sičuan, Junan
- - Nepal, Sikim, Butan
- - Sičuan, Junan, Tibet, Arunačal Pradeš
- - Kina, Tajvan, Japan
- - Junan
- - Mjanmar, Kina, Bangladeš
- - Istočni SAD
- - Turska, Kavkaz
- - Sičuan, Junan, Tibet
- - Sinkjang
- - Anhuej, Šandong, Koreja
- - Himalaji
- - Guejdžou, Sičuan, Tibet
- - Kalifornija, Oregon
- - Junan
- - Sičuan

## Razmnožavanje
- generativno: semenom
- vegetativno:
  - odvajanje mladih od starih lukovica (u septembru, oktobru i aprilu)
  - odvajanjem ovojnih ljusaka (odvajaju se cele godine)
  - vazdušne lukovice (skidaju se male lukovice sa stabljike i sade, za tri godine razvijaju se snažne lukovice)

## Primena
Ljiljan je solitarna biljka (zbog svoje lepote i veličine). Sadi se u kućne vrtove, parkove i koristi se kao rezano cveće.

## Galerija
- Lilium regale, pupoljak
- Lilium carniolicum - Stara planina
- Lilium carniolicum - Stara planina
- Lilium carniolicum - Stara planina

## Literatura
- Baranova, M.V. 1990: Konspekt sistemy roda Lilium. Botaničeskij žurnal 73/9: 1319-1329.
- Ikinci, N.& al. 2006: On the origin of European lilies. Willdenowia 36: 647-656.
- Lakušić, R.& Kutleša, L. 1971: Ekologija endemičnih oblika Lilium bosniacum Beck i L. albanicum Grsb. Acta Biol. Jugosl., ser. Ekologija 6/2, Beograd.
- Popova, M. 1966: Some remarks on the lilies of the Balkans. The Lily Year-Book 29: 66-70.
- Rac, M.& al. 1989: Taksonomija i ekologija roda Lilium u Hrvatskoj. Poročila 2. Kongres biosistem. Jugosl. p. 55, Gozd Martuljek.
- Turrill, W.B. 1954: The Lilies of the Balkan Peninsula. Clarendon press, 490 p., Oxford.
- Gao, Yun-Dong; Hohenegger, Markus; Harris, AJ; Zhou, Song-Dong; He, Xing-Jin; Wan, Juan (2012). „A new species in the genus Nomocharis Franchet (Liliaceae): evidence that brings the genus Nomocharis into Lilium”. Plant Systematics and Evolution. 298 (1): 69—85. ISSN 0378-2697. doi:10.1007/s00606-011-0524-1.
- Rønsted, N.; Law, S.; Thornton, H.; Fay, M. F.; Chase, M. W. (2005). „Molecular phylogenetic evidence for the monophyly of Fritillaria and Lilium (Liliaceae; Liliales) and the infrageneric classification of Fritillaria”. Molecular Phylogenetics and Evolution. 35 (3): 509—527. PMID 15878122. doi:10.1016/j.ympev.2004.12.023.
- „Nomocharis”, World Checklist of Selected Plant Families, Royal Botanic Gardens, Kew